# Linnaemya majae
Linnaemya majae är en tvåvingeart som beskrevs av Zimin 1954. Linnaemya majae ingår i släktet Linnaemya och familjen parasitflugor. Inga underarter finns listade i Catalogue of Life.